# Mortelle Idylle
Mortelle Idylle je francouzský němý film z roku 1906. Režisérem je Albert Capellani (1874–1931). Film trvá zhruba 6 minut a premiéru měl 3. listopadu 1906.

## Děj
Do vesnice, kde žije muž a žena, kteří se od dětství milují, zavítá kočovné divadlo. Dívka, která v něm vystoupí, se rozhodne s ním odcestovat. Pošle dopis na rozloučenou svému příteli, který se jednou stane jejím sluhou. Jakmile ji pozná, skočí na ni, aby ji uškrtil. Svůj čin nedokončí a uteče. Když ji však jednoho dne uvidí vystupovat z kočáru, zastřelí ji.